# 桃園市立龍潭高級中等學校

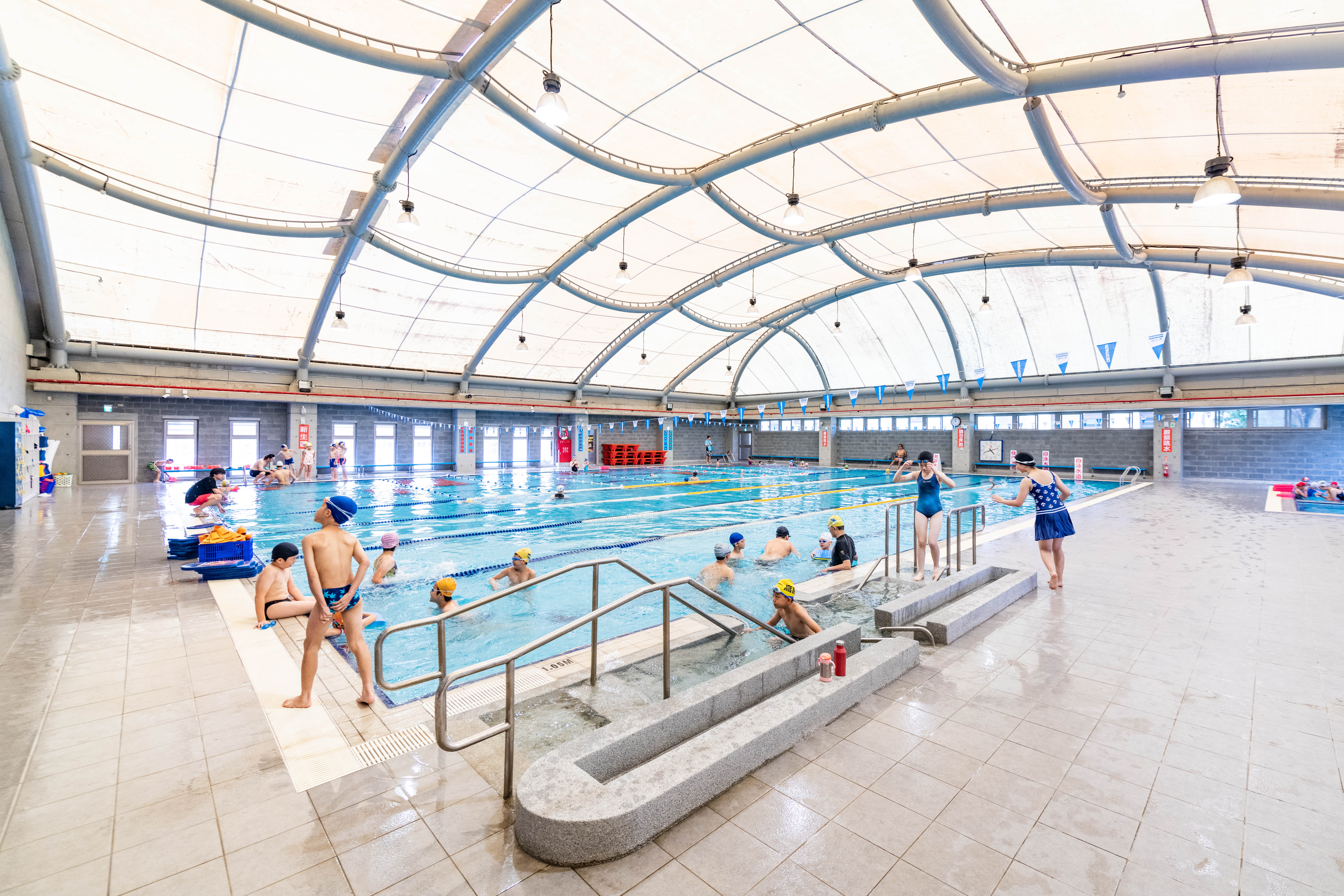
龍潭高中游泳池

桃園市立龍潭高級中等學校（英語：Taoyuan Municipal Longtan Senior High School），簡稱龍潭高中、龍高，位於中華民國臺灣桃園市龍潭區，前身為國立龍潭高級農工職業學校。

## 歷史
- 1924年：3月，龍潭農業補習學校設立，學制為二年制，於龍潭公學校教學。
- 1932年：改名龍潭農業專修學校
- 1946年：改名新竹縣立龍潭農業專修學校；4月，改名新竹縣大溪區龍潭中級農業補習學校
- 1947年：因學制不符，奉臺灣省政府教育廳令停辦，地方爭取復辦。
- 1948年：經地方爭取，臺灣省政府教育廳代電准予試辦[1]，並將學制改為三年制，同時遷出龍潭公學校，暫借龍潭村民眾集會所做教學。
- 1958年：學制改制為五年一貫制學校，更名桃園縣立龍潭農業職業學校，並招收國民小學畢業生。
- 1968年：學制改制為三年制學校，更名臺灣省立龍潭高級農業職業學校；
- 1971年：改名臺灣省立龍潭高級農工職業學校。
- 2000年：2月因精省改制為國立龍潭高級農工職業學校。
- 2002年：綜合高中設立。
- 2008年：綜合職能科設立。
- 2009年：11月教學大樓重建。
- 2011年：教學大樓完工啟用。
- 2013年：綜合高中改制為普通科，預定2014年改制為國立龍潭高級中學。
- 2014年：2月1日更名為國立龍潭高級中學
- 2018年：1月1日，改隸桃園市政府教育局，更名為桃園市立龍潭高級中等學校。

## 歷任校長
| 任職期間              | 姓名        | 備註                                                       |
| --------------------- | ----------- | ---------------------------------------------------------- |
| 1924年4月－1927年3月  | 安枝 淳     | -                                                          |
| 1927年4月－1929年3月  | 龜田 昌樹   | -                                                          |
| 1929年4月－1932年3月  | 川村 均     | -                                                          |
| 1932年4月－1935年3月  | 野口 吟     | -                                                          |
| 1935年4月－1937年3月  | 二神 吉郎兵 | -                                                          |
| 1937年4月－1940年3月  | 田中 平治   | -                                                          |
| 1940年4月－1943年3月  | 中原 重美   | -                                                          |
| 1943年4月－1945年11月 | 山田 浩太郎 | -                                                          |
| 1945年11月－1946年2月 | 曾水泌      | -                                                          |
| 1947年2月－1948年9月  | 魏廷昌      | -                                                          |
| 1948年9月－1950年8月  | 鄭石潭      | -                                                          |
| 1950年8月－1969年1月  | 鍾肇鴻      | -                                                          |
| 1969年2月－1970年2月  | 翁廷鶴      | -                                                          |
| 1970年2月－1985年2月  | 呂理福      | -                                                          |
| 1985年2月－1991年2月  | 楊孔璋      | 原代理省立臺中高級工業職業學校                             |
| 1991年8月－2001年8月  | 闕正明      | 原任省立玉里高級中學                                       |
| 2001年8月－2008年1月  | 劉昭一      | -                                                          |
| 2008年2月－2008年7月  | 杜俊英      | 原職教育部中部辦公室                                       |
| 2008年8月－2012年7月  | 張以方      | 原職國立羅東高級工業職業學校，調回原校                     |
| 2012年8月－2016年7月  | 李恆霖      | 原任國立恆春高級工商職業學校，調任國立新竹高級工業職業學校 |
| 2016年8月－2023年7月  | 鍾碧霞      | 原職國立苗栗高級商業職業學校，調任桃園市立楊梅高級中等學校 |
| 2023年8月－現任       | 陳勝利      | 原任國立臺北科技大學附屬桃園農工高級中等學校               |

## 部別科系
- 普通科
- 造園科
- 園藝科
- 畜產保健科
- 食品加工科
- 機械科
- 電機科
- 電子科
- 餐飲服務科（原綜合職能科）

### 進修學校
- 電機科
- 食品加工科

## 照片集

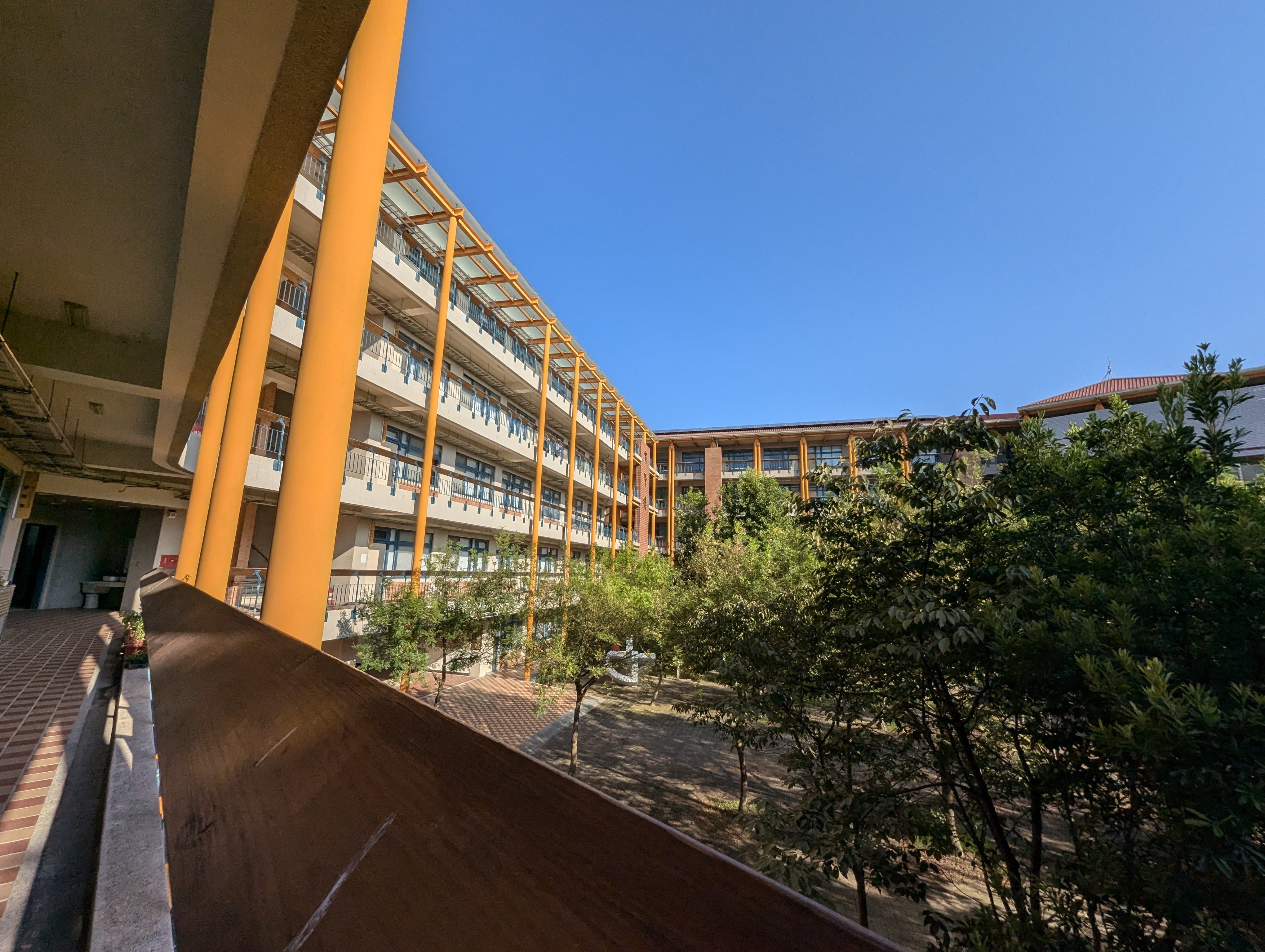
龍潭高中大樓環景
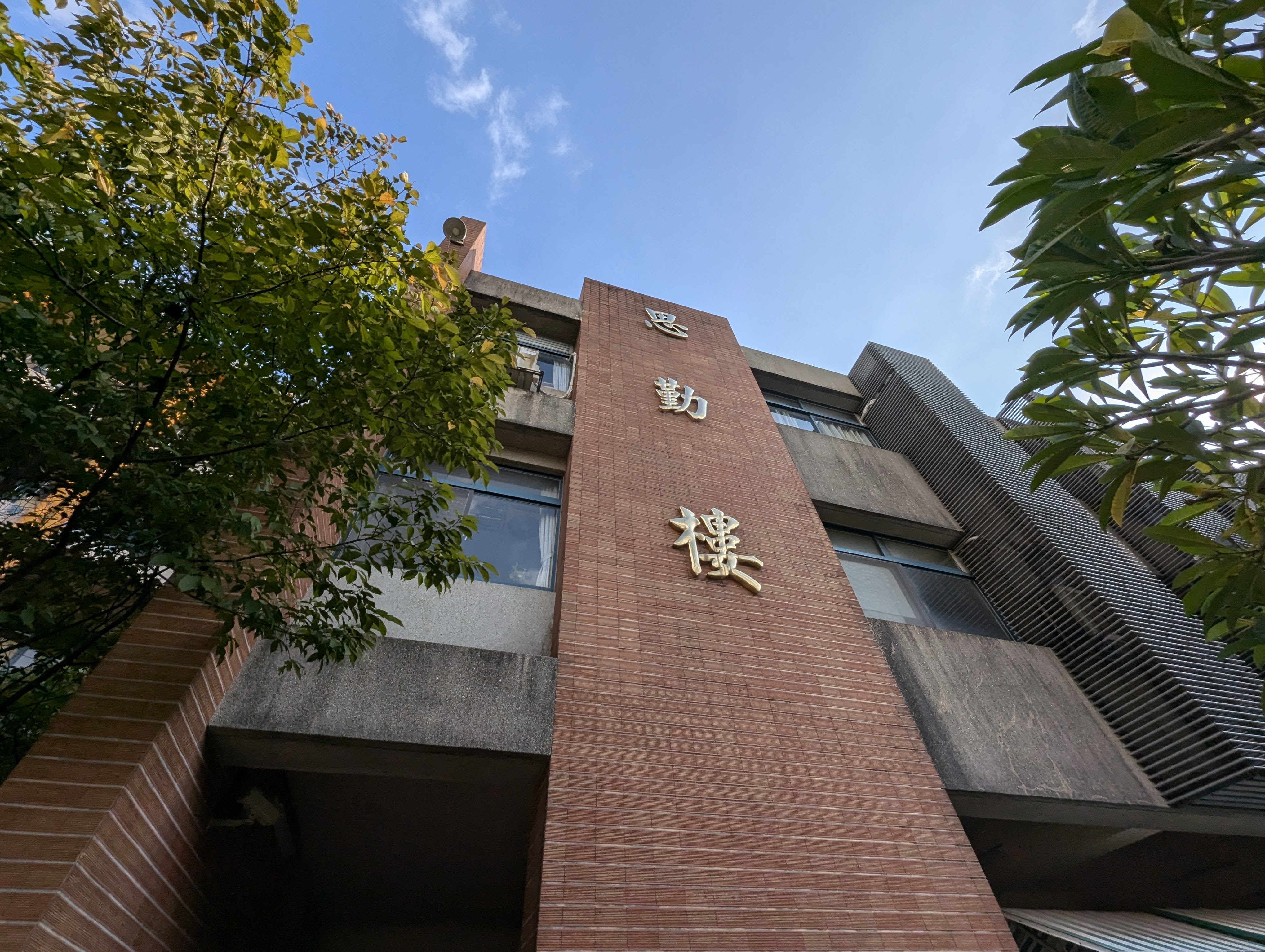
思勤樓
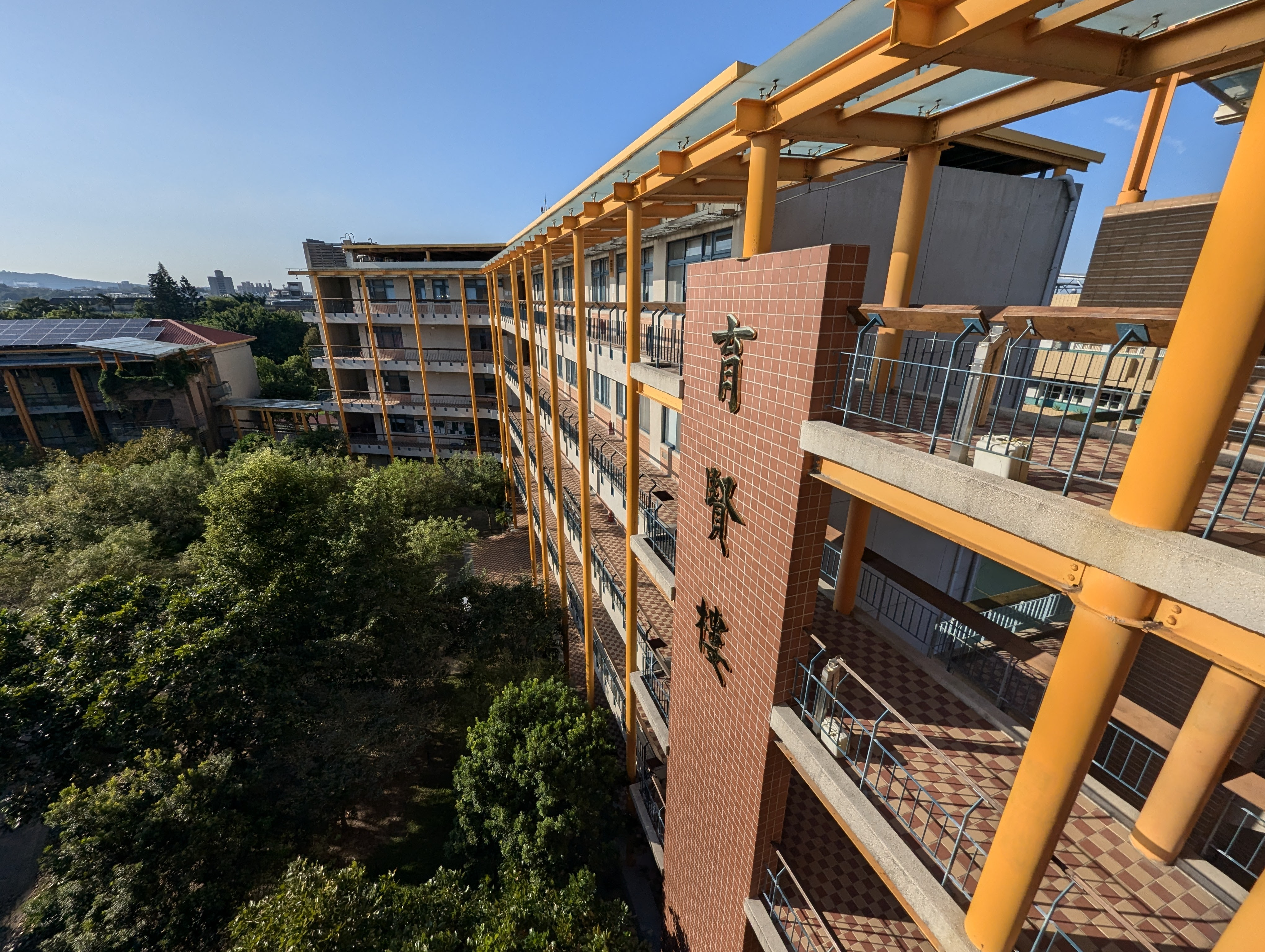
從育賢樓五樓眺望
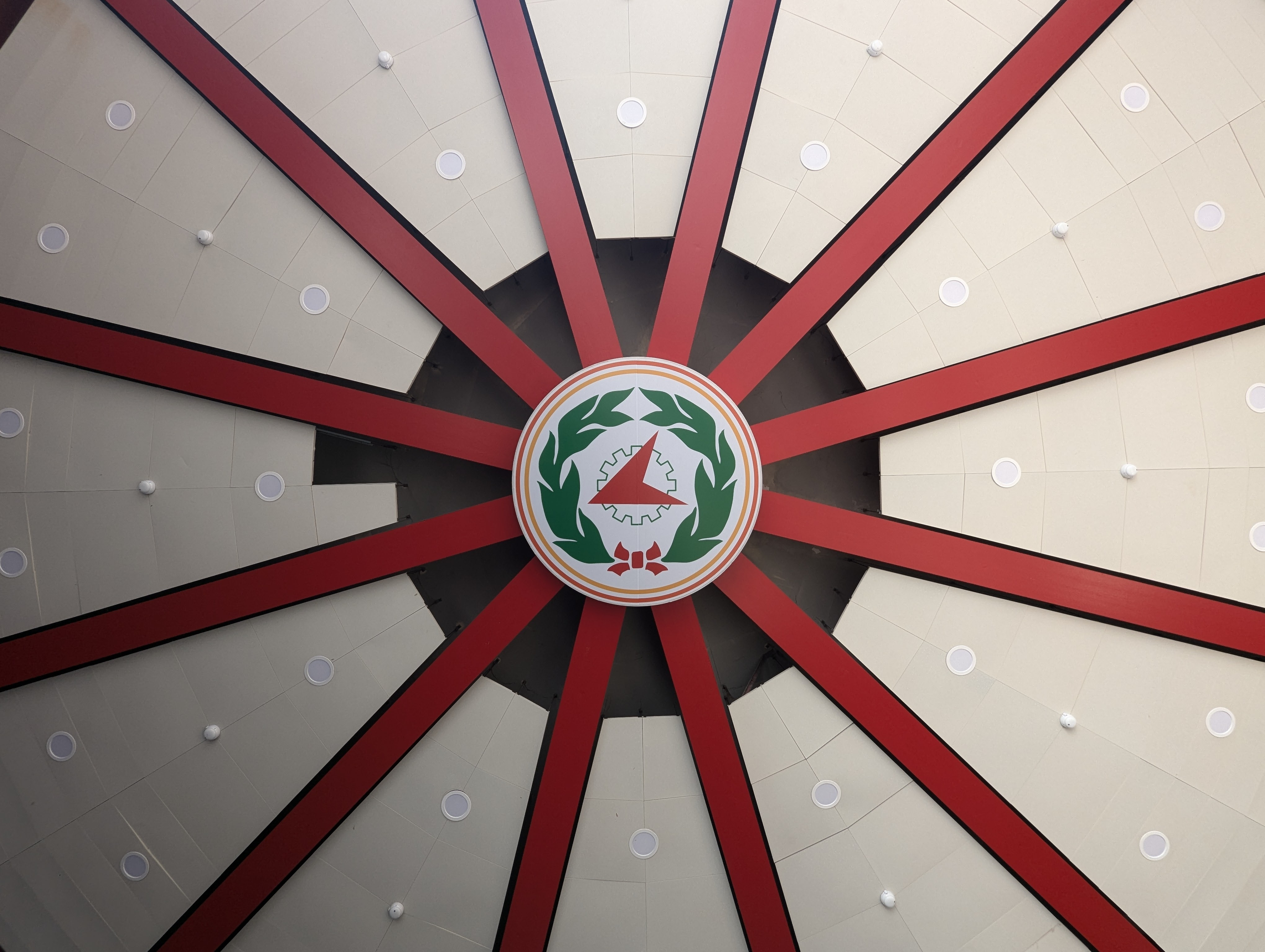
誠樸樓一樓的天花板
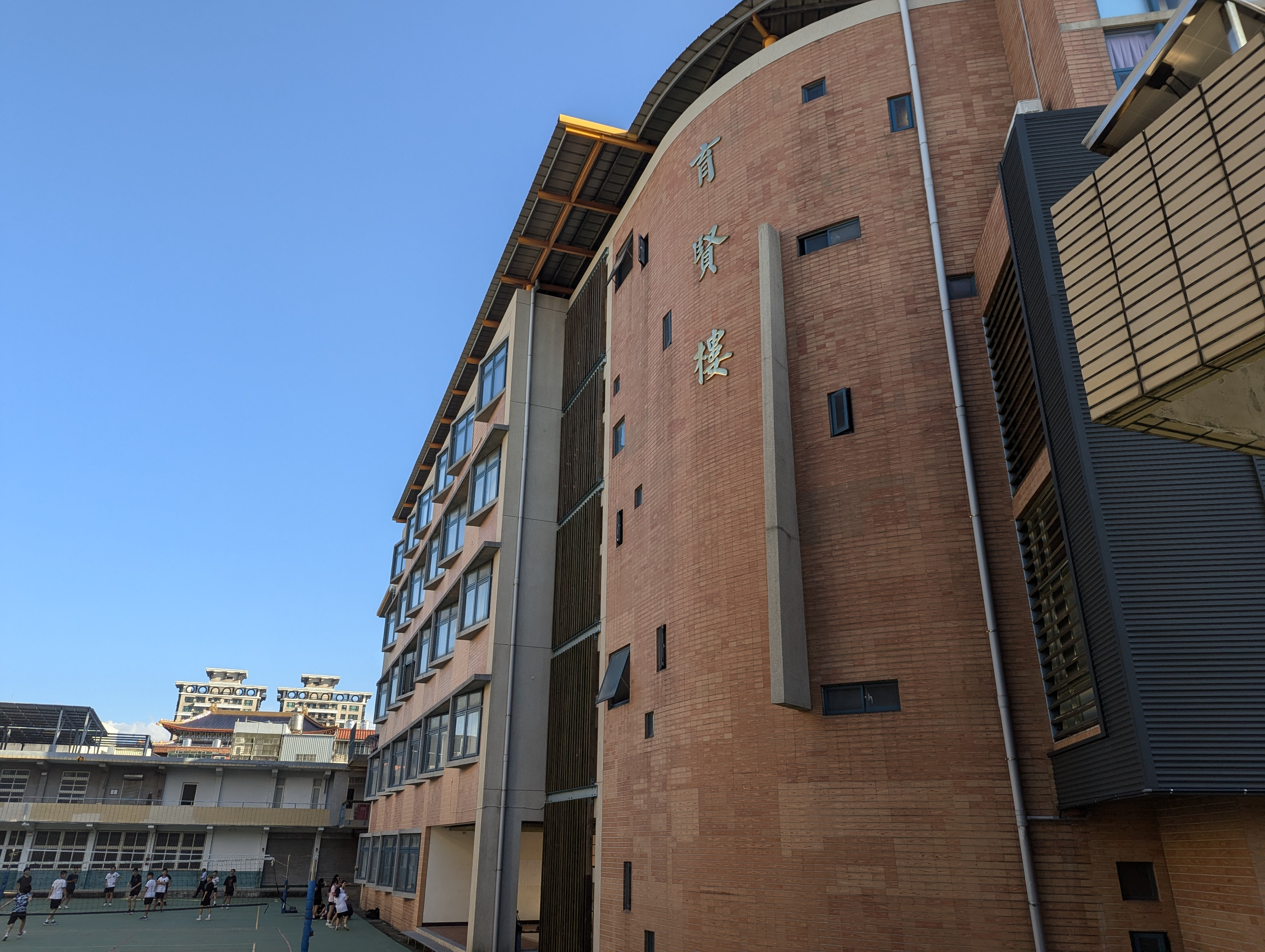
育賢樓背後一景
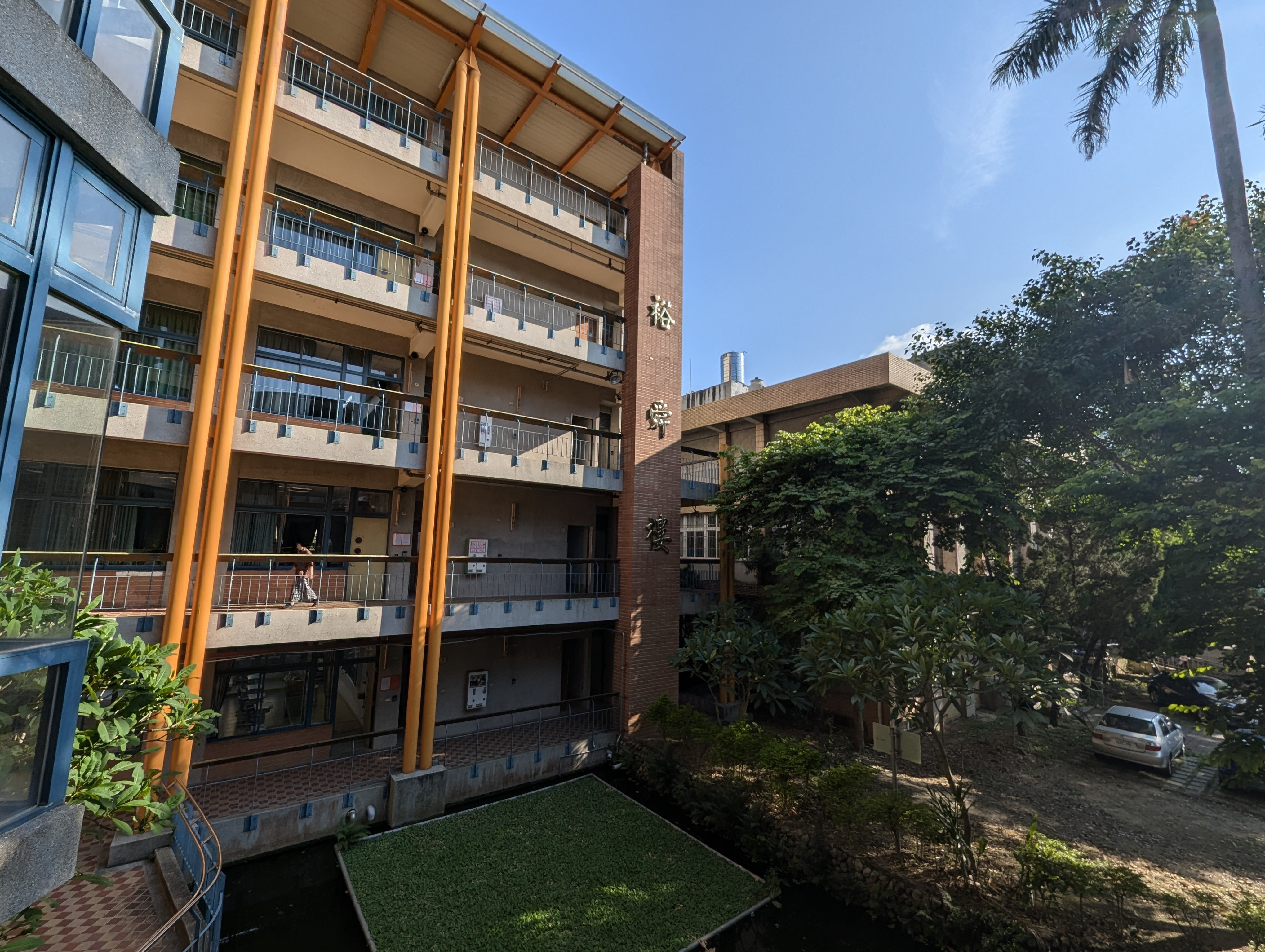
裕舜樓角落一景
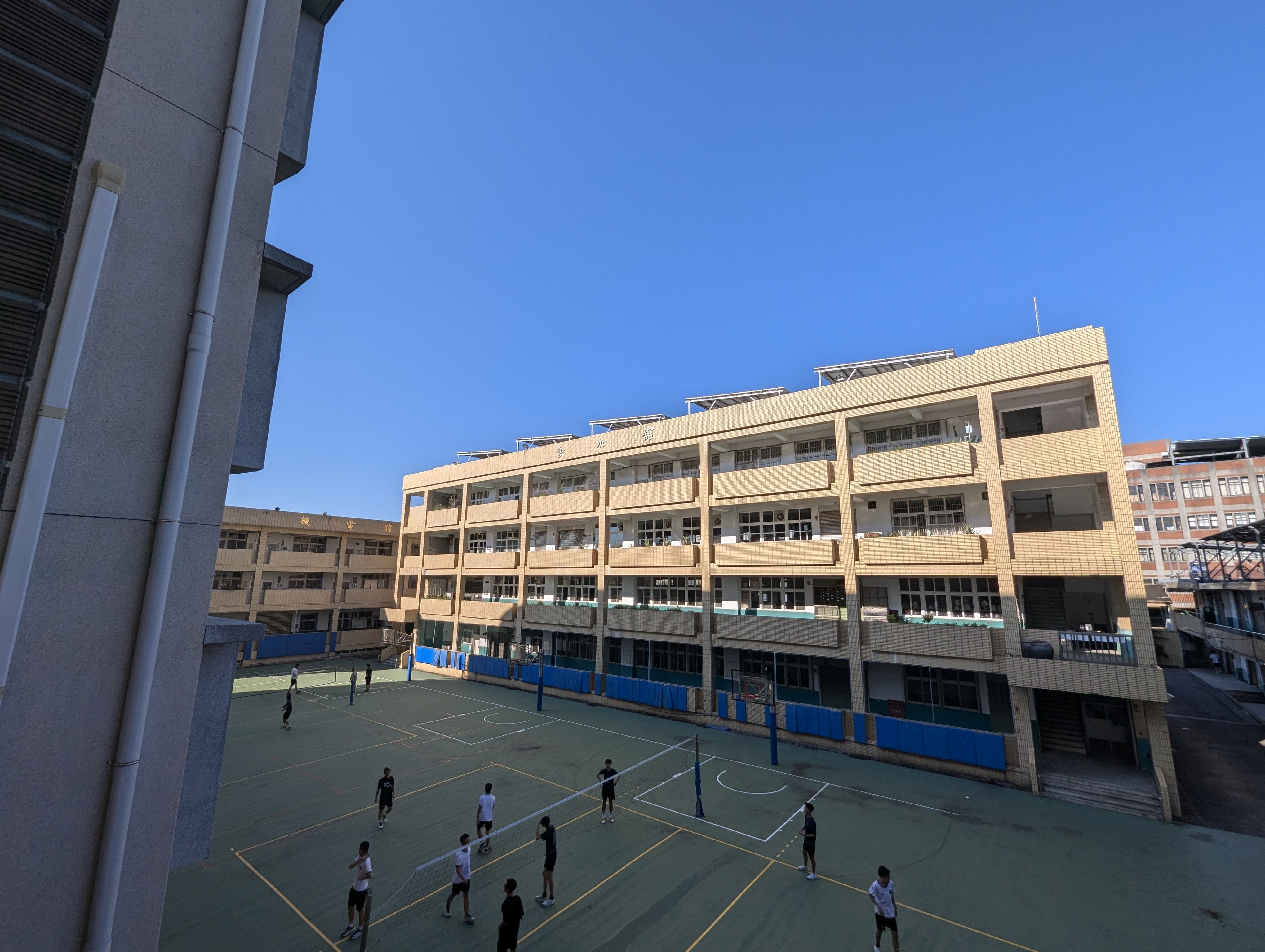
食品加工科的食加館
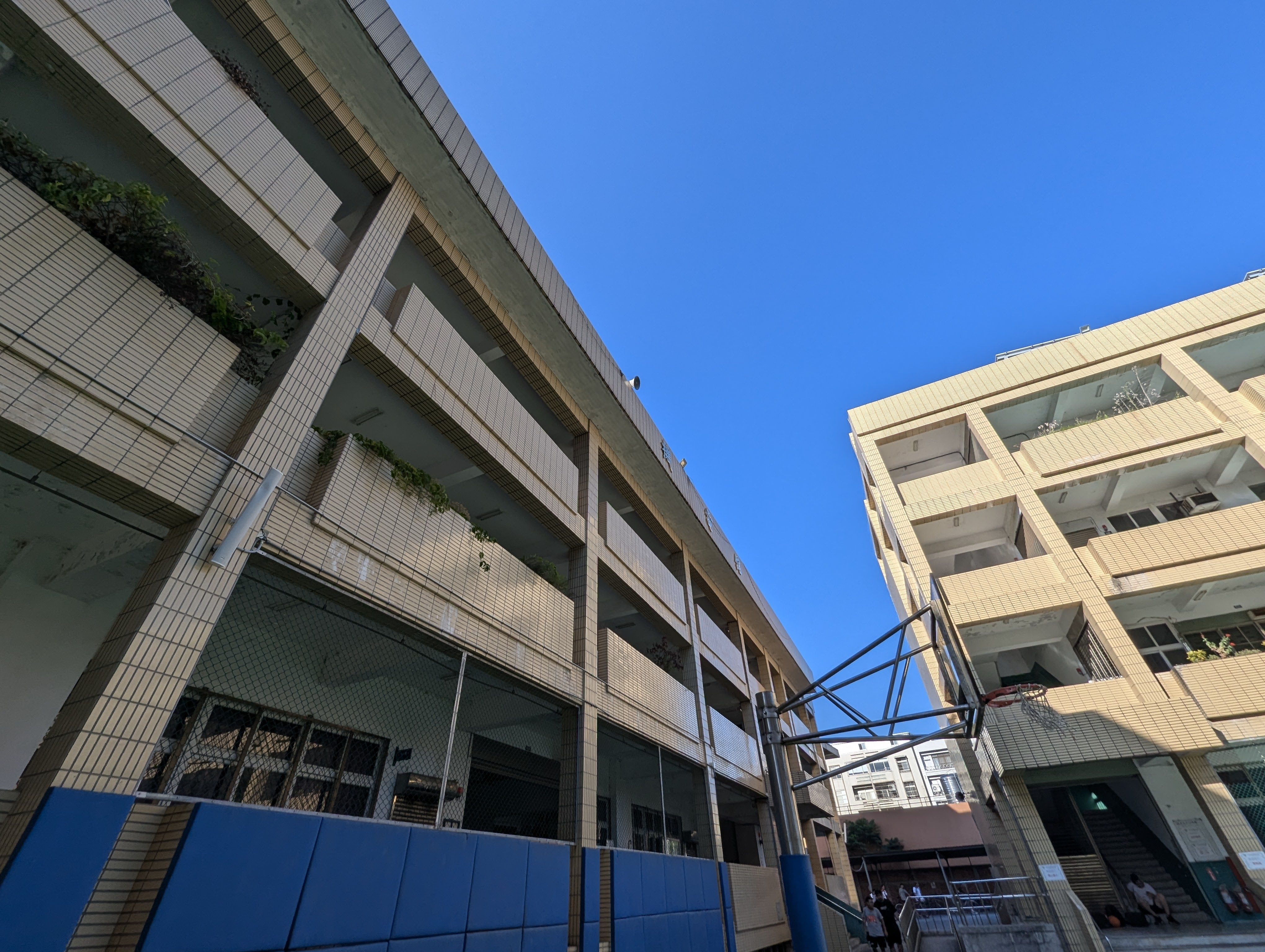
電機科及機械科共用的機電館

## 附註
1. ↑  1948年7月29日『教五字一二八三一號令』

## 外部連結
- （繁體中文）桃園市立龍潭高級中等學校 （页面存档备份，存于）
- （繁體中文）桃園市立龍潭高級中等學校附設進修學校 （页面存档备份，存于）